# Asura atritermina
Asura atritermina là một loài bướm đêm thuộc phân họ Arctiinae, họ Erebidae.